# Alcis teneraria
Alcis teneraria là một loài bướm đêm trong họ Geometridae.